# Масова витрата
Ма́сова витра́та — маса речовини, яка проходить через задану площу поперечного перерізу потоку за одиницю часу. Вимірюється в одиницях маси за одиницю часу, у системі одиниць SI виражається у кілограмах за секунду (кг/с). Зазвичай позначається {\displaystyle Q_{M}} або {\displaystyle {\dot {m}}}. Поняття витрати використовується для характеристики потоків таких середовищ, як: гази, рідини, сипкі речовини та газопилові суміші.
Для розрахунку витрат використовують значення середньої швидкості потоку як усередненої характеристики інтенсивності протікання речовини. Середньою швидкістю потоку у даному перерізі називається така однакова для всіх точок перерізу потоку швидкість руху речовини, при якій через цей переріз проходить та ж витрата, що і при дійсному розподілі швидкостях руху речовини.
Масова витрата може бути обчислена через густину речовини, площу перетину потоку і середню швидкість потоку у цьому перетині:
{\displaystyle Q_{M}=\rho \,V\,S}
де:
{\displaystyle Q_{M}}  — масова витрата;
ρ  — густина речовини;
V  — середня швидкість потоку;
S  — площа перетину потоку.
Записане рівняння для визначення масової витрати може бути виражене через об'ємну витрату:
{\displaystyle Q_{M}=\rho \cdot Q}
де:
ρ  — густина речовини;
Q  — об'ємна витрата.